# Райден, Марк
Марк Райден (англ. Mark Ryden; род. 20 января 1963, Медфорд, Орегон) — американский художник.

## Биография
Сын Барбары и Кита Райден, родился в Медфорде, штат Орегон. Детство провёл в Южной Калифорнии в городах типа Эскондидо. У него две сестры и два брата.
Райден с детства знал, что будет художником и в 1987 он получает степень бакалавра изобразительных искусств в Art Center College of Design в Пасадене. В 1998 дебютирует на сольной выставке, названной «Мясная выставка» («The Meat Show»), в Пасадене, штат Калифорния.
В настоящее время он живет и работает в Эйджил-Рок, штат Калифорния в студии, которую он делит со своей женой, художницей Мэрион Пек. У них двое детей — Рози и Джаспер.

ОБЛОЖКА ДЛЯ АЛЬБОМА МАЙКЛА ДЖЕКСОНА "Dangerous"
Обложка пластинки представляет собой картину, написанную художником поп-сюрреалистом Марком Райденом при участии Джексона. Полотно выполнено акриловыми красками, на его создание у художника ушло 6 месяцев. Райден готовил картину параллельно с созданием пластинки Dangerous и, по его словам, черпал вдохновение в новой, тогда ещё не представленной публике музыке Джексона и аспектах его жизни. В картине заметно влияние христианского искусства Северной Европы XV века, в частности, стиля Иеронима Босха.
В центре располагаются глаза Джексона, остальная часть его лица скрыта за большой маской. Слева от неё на троне сидит Король с собачьей головой, тело которого скопировано с полотна Жана Огюста Доминика Энгра «Наполеон на императорском троне». В правой части сидит Королева-птица, образ которой позаимствован из триптиха Босха «Сад земных наслаждений». В центре внизу видна фабрика и дорога, пройдя по которой можно попасть внутрь.
Картина полна разнообразной символики. Например, Собачий король, по предположениям рецензентов, может обозначать власть, господство и жадность по аналогии с использованием образа собаки в видеоклипе Джексона «Leave Me Alone». Королева-птица — символ жизни, творчества и любви. Фабрика по одной версии может олицетворять творческую жизнь артиста; по другой — холодное и мрачное предприятие символизирует образ нижнего промышленного этажа мира из фильма Фрица Ланга «Метрополис». На вопрос о том, что на самом деле означают некоторые символы на картине, Райден ответил: «Майкл хотел, чтобы они оставались загадкой и люди интерпретировали бы их по-своему». 
Майкл хотел, чтобы его друг Макалей Калкин был в одной из машин на аттракционе в нижнем правом углу; хотел прикрепить значок "1998" на пиджак P.T. Barnum; ребёнок, который наполовину белый-наполовину чёрный, тоже является добавлением Майкла.
Всего было нарисовано 5 эскизов.
ИЗ ИНТЕРВЬЮ 2001г:
- К тебе обращались другие артисты или их представители, в связи с обложкой Dangerous?
- Хммм, в этом смысле это стало, скорее, проблемой. Другие артисты не хотят, чтобы альбом был похож на что-то, что уже вышло в свет, так что обычно я скрываю тот факт, что это нарисовал я.

## Работы

### Персональные выставки
| Год  | Название экспозиции      | Где выставлялась                                        |
| 2017 | Cámara de las Maravillas | Centro de Arte Contemporáneo, Малага, Испания           |
| ---- | ------------------------ | ------------------------------------------------------- |
| 2010 | The Gay 90’s Show        | Paul Kasmin Gallery, Нью-Йорк, Нью-Йорк, США            |
| 2009 | Prepare for Pictopia     | Haus der Kulturen der Welt, Берлин, Германия            |
| 2009 | Naked！                  | Paul Kasmin Gallery, Нью-Йорк, США                      |
| 2009 | The Snow Yak Show        | Tomio Koyama Gallery, Токио, Япония                     |
| 2007 | The Tree Show            | Michael Kohn Gallery, Лос-Анджелес, Калифорния          |
| 2005 | Wondertoonel             | Pasadena Museum of California Art, Пасадена, Калифорния |
| 2004 | Wondertoonel             | Frye Art Museum, Сиэтл, Вашингтон                       |
| 2003 | Blood                    | Earl McGrath Gallery, Лос-Анджелес, Калифорния          |
| 2003 | Insalata Mista           | Mondo Bizzarro Gallery, Болонья, Италия                 |
| 2002 | Bunnies and Bees         | Grand Central Art Center, Санта-Ана, Калифорния         |
| 2001 | Bunnies and Bees         | Earl McGrath Gallery, Нью-Йорк, Нью-Йорк                |
| 2001 | Amalgamation             | Outre Gallery, Мельбурн, Австралия                      |
| 1998 | The Meat Show            | Mendenhall Gallery, Пасадена, Калифорния                |

### Книги
- The Art of Mark Ryden: Anima Mundi (2001) (ISBN 0867195096)
- Fushigi Circus (2006 (ISBN 4894444070), 2009 (ISBN 086719720X))

Также, к каждой выставке выпускаются ограниченным тиражом альбомы с работами.
- «Sweet Wishes» в соавторстве с художницей Мэрион Пек (2008) (ISBN 1931955069)
- Работами Райдена иллюстрированы суперобложки американского издания романов Стивена Кинга «Регуляторы» (ISBN 978-0525941903) и «Безнадёга» (ISBN 978-0670868360)

### Обложки музыкальных альбомов
- Майкл Джексон — Dangerous [1], сингл In the Closet [2]
- Red Hot Chili Peppers — One Hot Minute [3]
- Tyler, The Creator - Wolf (Deluxe version)
- Jack Off Jill - Clear Hearts Grey Flowers
- Обложки для альбомов группы Scarling.[англ.] [4]

Также Марк Райден расписал одну из гитар гитариста и бэк-вокалиста группы Metallica Кирка Хэмметта . С этой гитарой Кирк появился на обложке музыкального журнала Guitar World (апрель, 2009) .